# Robert Mandler
Robert Mandler (geboren am 4. Mai 1896 in Wien; gestorben am 30. Oktober 1944 im KZ Auschwitz) war ein österreichischer Geschäftsmann,  Funktionär bei der Jüdischen Kultusgemeinde in Prag und Häftling im Ghetto Theresienstadt, der Opfer des Holocaust wurde.

## Biographie
Robert Mandler lebte mit seiner Frau Martha, (geborene Fischer, geboren 1896 in Prag, ermordet am 30. Januar 1943 in Theresienstadt) und den Töchtern Rita (geboren in Wien 1923, ermordet am 30. Oktober 1944 in Auschwitz) und Hertha L. (geborene Wien 1921- gestorben London 2009) in der Wiener Keilgasse 9.
Wegen der sofort mit der deutschen Invasion Österreichs beginnenden Judenverfolgung in Wien musste Mandler 1938 nach Prag in die Tschechoslowakei emigrieren. Mandler leitete dort das im März 1939 gegründete Transportbüro Jüdische Emigrationshilfe am Wenzelsplatz.  Ab 1939/1940 arbeitete er im Auswanderungsamt als Verbindungsmann zur SS.

Er war Leiter der Transportabteilung der Prager Jüdischen Kultusgemeinde (JKG). Bei den ins Ghetto Theresienstadt Deportierten waren er und seine Kollegen nach Angaben von H. G. Adler verhasst und wurden Der Zirkus genannt. Allerdings wird die Schärfe der Kritik von Adlers Darstellungen über die negative Rolle der jüdischen Selbstverwaltung heute vielfach angezweifelt. Doron Rabinovici schrieb im Jahr 2000, die leitenden Funktionäre der jüdischen Gemeinde seien nichts als „Geiseln“ gewesen, „die für die anderen Verfolgten mit ihrem Leben hafteten“. Anna Hájková, Historikerin an der Universität Warwick, schrieb über Mandler: 

„Robert Mandler, der 1938 in die Tschechoslowakei emigriert war, arbeitete ab ca. 1939/40 im Auswanderungsamt als Verbindungsmann zur SS. Er organisierte illegale Transporte und forderte hohe Geldsummen für Hilfen bei der Emigration. 
Später leitete er als Vertreter der jüdischen Seite das Sammellager in den Prager Messehallen - dies unter Mithilfe seines Schwagers Fischer. 1943 in Theresienstadt angekommen, wurde er von den Häftlingen misshandelt.
Später leitete er eine Zeit lang eine Abteilung der Ghettowache und nach manchen Berichten hat er als Konfident gearbeitet. 
Seine Frau Martha Mandler starb im Juni 1943 an Lungenentzündung.
Mandler wurde zusammen mit seiner Tochter Rita aufgrund einer "Weisung" mit dem letzten Transport gezielt nach Auschwitz zur Liquidation geschickt.
“

Misshandlungen Mandlers sind in einem Tagebuch von Gonda Redlich festgehalten, der sie mit den Worten ablehnte: „wer ist ohne Fehl, dass er den ersten Stein werfe.“ Später leitete Mandler eine Abteilung der Ghettowache und wurde zum Stellvertreter des Leiters des Sicherheitswesens Karl Loewenstein ernannt.
Mandler spielte eine Rolle bei der Zählung der etwa 40.000 Insassen des Ghettos Theresienstadt im nahegelegenen Bauschowitzer Kessel am 11. November 1943, weil er sich genau wie der Kommandant des Lagers, verzählte. Das bedeutete für die Insassen, die den ganzen Tag unter Maschinengewehrbewachung in dem Talkessel ausharren mussten, zusätzliche Qualen. Im August/September 1944 wirkte er am Film Theresienstadt mit.
Mandlers Tochter Hertha Lowy war die einzige Überlebende der Familie. Sie hatte schon 1937 aus Österreich mit ihrem Freund die Auswanderung nach England geplant. Sie beschaffte sich ihre Ausreisegenehmigung in Prag auf eigene Faust und emigrierte 1939 nach England.